# مدلین بیلی
مدیلین ولد (به انگلیسی: Madilyn Wold) ، شناخته شده با نام مدیلین بیلی (به انگلیسی: Madilyn Bailey) یک خواننده و ترانه سرا آمریکایی اهل ویسکانسین است. او آهنگ‌های محبوب را بازخوانی میکند و در یوتیوب به اشتراک می گذارد.

## زندگی شخصی
بیلی در ویسکانسین به دنیا آمد. پدر و مادرش هیدی ولد و گِرگ ولد پنج فرزند دیگر با نام های الکس ، جردن ، کادن ، هالی و آیزاک دارند.
بیلی قبل از خوانندگی به عنوان یک پرستار کار میکرد.